# Урфи Аголи
Урфи Аки Аголи (на албански: Urfi Agolli) е македонски албанец, участник в Испанската гражданска война.

## Биография
Роден е през 1903 година в град Дебър. Учи в Дебър, Битоля, Солун и Тирана. По-късно завършва военна академия в Италия. През октомври 1936 година през Солун заминава за Испания. Там взима участие в Испанската гражданска война и през април 1937 година загива при Брунете, близо до Мадрид.
В негово име е наречена улица в родния му град.